# 64 Zoo Lane
64 Zoo Lane 
(La calle del zoológico 64 en Latinoamérica) fue una serie americano animada estadounidense, creada por An Vrombaut y producida por Millimages. Fue producida en los años 1999 y 2000.

## Sinopsis
El programa trata acerca de una niña llamada Lucy, que tiene vecinos inusuales: animales que viven en un zoológico que está al lado de su casa en la misma calle. Ella tiene una amiga que es una jirafa llamada Georgina, ya que su largo cuello puede llegar a su dormitorio. Los animales del zoológico le cuentan historias del reino animal.

## Personajes

### Lucy
Es una niña de 7 años, agradable y muy lista y con ganas de aprender.

### Georgina
Es una jirafa de cuello largo. Es la amiga especial de Lucy. Quiere trabajar del mundo del espectáculo. Es muy juguetona e imaginativa, y Lucy no se aburre a su lado.

### Boris
Es un oso pardo que vive en Norteamérica con sus amigos Melanie la alce, Beverly la castor y Randolph el mapache y es muy bueno.

### Nelson
Es un elefante de color verde con mejillas rosas y su historia fue de Niño y con esos planes hizo pisotones para asustar a los otros animales.

### Molly
Es una hipopótamo de color azul vive en El Río Zambam con su hijos Eddie, Marco, Hugo y Wayne, su novio Lemo, y sus hija Henrietta, una hipopótamo peluda.

### Risas y Cosquillas
Son 2 Monos de color Café y son los mejores amigos, además Cosquilla tiene pelo con 3 púas y Risita tiene pelo como una Curva y son Buenos.

### Nathalie
Es una Gacela y a ella le gusta el Ballet y es amiga de Georgina la Jirafa.

### Audrey
Es un Avestruz Hembra sus Plumas son Negras con Blanco en la mitad de sus plumas y ella es la mejor amiga de Nathalie y Georgina.

### Lily
Es una polluela de Avestruz quien es la Hija de Audrey apareció en (El Hermano de Lily) ella tiene un hermano llamado Doogal.

### Doogal
Es un polluelo de Avestruz quien es El Hijo de Audrey Apareció en (El Hermano de Lily) y es el Hermano de Lily.

### Reginaldo
Es muy gruñón y le encanta dormir todos los días y ser amigo de todos los animales.

## Versión en español
- DINT Doblajes Internacionales (Fox Family (Chile); temporadas 1-2)
- SDI Media de México (CBeebies; temporadas 3-4)

Doblaje chileno
- Cristian Lizama: Cosquillas
- Carolina Highet: Risas
- René Pinochet: Kevin el Cocodrilo y Thomas
- Sandro Larenas: Nelson el Elefante
- Miriam Aguilar: Nathalie y Joey

Voces adicionales
- Rodrigo Saavedra
- Tamara Ferj
- Ariela Yuri
- Vanesa Silva
- Carolina Villanueva

Doblaje mexicano
- Leyla Rangel- Lucy
- Alfonso Ramírez- Boris
- Yamil Atala- Horacio
- Eduardo Fonseca- Confucio
- Benjamín Rivera- Gertie
- Angela Villanueva- Georgina
- Carlos del Campo- Bao Bao
- Belinda Martínez- Cassandra
- Yolanda Vidal- Mamá de Lucy